# Кумбали
Кумба́ли (рос. Кумбалы, чув. Кăмпал) — присілок у складі Вурнарського району Чувашії, Росія. Входить до складу Азімсірминського сільського поселення.
Населення — 228 осіб (2010; 247 у 2002).
Національний склад:
- чуваші — 98 %